# 海帝
『海帝』（かいてい）は、星野之宣による日本の漫画。『ビッグコミック』（小学館）にて、2018年14号（7月25日号）から2021年18号（9月25日号）まで連載された。15世紀初頭の明朝に実在した人物で、史上空前の大船団を率いて前人未到の航海に挑んだ鄭和を描く海洋冒険ロマンである。
タイトルの『海帝』とは、鄭和の「海の皇帝」とも呼ぶべき勇壮な航海を喩えたもの。また、作中にも登場する中国の海神大鮫魚にもちなんでいる。
鄭和は元来明朝廷に仕える高位の宦官であったが、主君である永楽帝の命を受けて宝船（大型船）約60隻・総員約27000名もの大船団を指揮する航海に出帆した。1405年から1433年の間に計7回もの航海を試み、最終的には東アフリカまで到達したとされる。地球規模といえるほどの遠洋航海は世界史上に先駆けるものであり、西洋における大航海時代のコロンブスやマゼランよりも1世紀ほど早い。
2018年11月10日発売の『ビッグコミック』22号では、単行本第1巻の発売を記念して、星野の作品『宗像教授シリーズ』に登場する宗像教授による本作の解説漫画が掲載された。
2019年5月から8月まで大英博物館で開催された大規模なマンガ展『The Citi exhibition Manga 』において、『宗像教授シリーズ』などほかの星野作品と並んで本作の原画が展示された。同博物館では過去にも星野の原画展が行われたが、これらはかねてから星野作品のファンであったキュレーターのニコル・ルマニエール教授と星野の親交によって実現したものである。
2020年10月22日に放送されたドキュメンタリー番組「浦沢直樹の漫勉neo」にて、本作の完成までの工程が映され、話題となった。

## あらすじ
太祖洪武帝の死は、元明革命による動乱が終息した明帝国に再び嵐を呼んだ。
洪武帝の跡を継いだのは直系の孫である建文帝朱允炆であったが、これを不服とする叔父の燕王朱棣が反乱を起こし、自ら永楽帝として即位する。しかし咎も何もない甥を武力で追ったという事実は、この新帝にとって払拭しがたい負い目となった。簒奪者の汚名を雪ぐべく、永楽帝朱棣は外洋諸国からの朝貢使を足下に集めて己が威を示すことを考え、史上未曾有の巨船団による大航海を計画する。船団の指揮者として白羽の矢が立てられたのは、内官監太監鄭和であった。燕王時代から永楽帝に近侍した側近で、その有能さを高く買われた宦官である。
しかし、鄭和は従順に下命を受ける臣ではなかった。皇城の炎上以来永楽帝が血眼になって行方を捜す建文帝は、あろうことか鄭和のもとにいた。去勢者であるため子を儲けることのできぬ哀しみを抱くこの宦官は、誰よりも生に対して拘りを持ち、折に触れて死に瀕する人間を救うことを信条としてきた。生きる執着を捨てない者の叫びを決して無下にせず、我が身も顧みずに手を差し伸べるその姿は多くの敬慕を集め、去勢の身を嘲る者をも心服させ、自らの船を襲撃した倭寇までをも懐に引き込む魅力があった。幼い娘を守って生きたいという建文帝の願いを受けとめた鄭和は、主君に背いてこの悲劇の先帝を久しく匿い続けていた。そして折よく大航海の使命が下されたことを奇貨とし、遠い海の彼方へ建文帝を逃がすことを決意するのだった。
だが、永楽帝の勅命も、建文帝の逃亡の幇助も、それは鄭和にとって畢竟己の「夢」の道連れでしかなかった。この宦官の「夢」とは、世界の果てまでを旅すること。まるで子供のような烏滸がましい「夢」は、あるいは体内に流れる回教徒の血によるものであるのか―――。色目人の裔であることを示すこの宦官の青い双瞳は、西方の聖地を目指して艱難辛苦の旅路も厭わぬ旅人のものであり、蕩々と広がる大海原と同じ色を湛える瞳であった。自らの統率する宦官、北伐時代の戦友、将器に惚れ込んで忠誠を誓った倭寇、果ては伝説の海神・大鮫魚までをも引き連れ、前人未到の航海に挑むべく大船団は帆を上げた。

## 主な登場人物
鄭和（ていわ）
本作の主人公。明朝に仕える宦官。燕王時代から永楽帝の側近くに仕え、その有能さを買われて重用された。永楽帝の即位後は宦官の最高職である内官監太監に任ぜられ明朝廷に重きを置くが、勅命によって船団の司礼監（司令官）に指名され、史上空前の大船団を率いて遠洋航海に旅立つこととなる。
元朝の時代に雲南に移住してきた西域の色目人の裔であるため、雄偉な体躯を持ち、長い睫毛に縁取られた海のような青い瞳をしている。決して子を儲けることのできない去勢者であることから生死に対して人一倍の拘りを持ち、死に瀕して生きる意思を捨てぬ者はたとえ自らの身を投げうってでも救うことを信条とする。そのため、全身に満身創痍といえるほどの夥しい傷痕がある。
永楽帝 朱棣（えいらくてい しゅてい）
明朝三代皇帝。洪武帝の四男。父帝によって燕王に封ぜられていたものの、跡を継いだ甥の建文帝を武力で廃して皇帝に即位する。帝位簒奪者であるという負い目を拭い去るべく、史上かつてない巨大船団によって諸国を睥睨し、海内問わず自らの威を示すことを考える。
かつて蒙古との戦において両頬を矢に刺し貫かれたため、醜く歪んだ恐ろしい形相をしている。帝権に楯突く者は寸毫も容赦をせず、一族郎党ともに殺し尽くす（族誅）という苛烈な所業も辞さない暴君。鄭和にとっては浅からぬ因縁がある主君であり、宦臣となった少年時代より常に「生きるか死ぬか」を試されてきたとされる。
建文帝 朱允炆（けんぶんてい しゅいんぶん）
明朝二代皇帝。洪武帝の直系の孫。早世した父の朱標に代わって若くして皇帝に即位するものの、ほどなく叔父である朱棣の反乱により帝位を追われる。帝位を巡る骨肉相食む闘争を厭い、庶民に身を墜としても幼い皇女・沙姫（さき）と生きることを望み、その真摯な願いに打たれた鄭和の手引きによって皇城から辛くも脱出する。
その後は鄭和の庇護を受けて娘とともに郊外の廃寺に潜伏するものの、大航海の出帆に際して船団に乗り込む。
潭太（たんた）
倭寇の少年。物語の冒頭、日本国王に封じられた室町幕府三代将軍足利義満への使者として鄭和が日本を訪れる際に遭遇した海賊船に乗っていた。仲間とともに鄭和の船を襲撃するものの、返り討ちにあって捕縛される。
明人の倭寇（偽倭）や明商人との接触から、明語を話すことができる。日本の官警により斬首されそうになるものの、処刑場を通りかかった鄭和の姿を認めて咄嗟に明語を発して注意を引き、処刑を止めさせた。その機転の利き様と生に対する執着を気に入った鄭和は罪一等を免じさせ、身柄を引き取った。
射馬九郎（いるま くろう）
潭太の属する倭寇集団・黒市党の頭目。肥前松浦水軍の流れを汲む侍で、食い詰めて海賊行為をしているものの武人としての誇りを忘れず、配下の者に無益な殺生を厳しく戒めている。
洪武帝以来の海禁政策によって海を渡る術を忘れた明人と違って海に精通する倭寇の協力がほしいと考えた鄭和は、大胆にも大航海の護衛を倭寇に依頼するべく直談判に臨んだ。射馬は倭寇の本拠地に単身乗り込み航海の構想と夢を語る鄭和の豪胆さに感服し、出航に際して300の人数を引き連れて駆けつけ、その指揮下に入った。
弖名（てな）
倭寇の女。黒市党の女海賊を統率する美女。体術に優れ、忍びのように身が軽い。
蔡全人（さいぜんじん）
永楽帝に仕える宦官。宦官による特務機関・東廠の長官で、諜報・暗殺活動に従事する。永楽帝の命を受け、姿をくらました建文帝の行方を追っている。
大鮫魚
中国の伝説に登場する巨大な鮫の姿をした海神。蓬萊へ至る道を阻み始皇帝に射殺されるも、逆に呪い殺したとされる。本作冒頭で日本より帰国する途上の鄭和の前に出現して姿を消すが、大船団の出航に際して再び現れ、あたかも懸軍万里の旅を守護するかのように航海に同道することとなる。
作者によれば、帝王さながらに海に君臨してきたこの海神が鄭和に一種の友情を感じ、「海の皇帝」の座を譲ってゆくイメージで本作を執筆しているとのこと。

## 用語
明
中国の王朝（1368年-1644年）。蒙古民族支配の元よりおよそ1世紀ぶりの漢民族の王朝で、洪武帝朱元璋により建国された。
靖難の変
明朝初期の内乱（1399年-1402年）。洪武帝の後継として擁立された建文帝の存在を不服とした燕王朱棣が起こした反乱。朱棣は自ら永楽帝として即位するものの「燕賊簒位」と悪罵を浴びることとなり、海内を問わず帝威を示す自威外交を計画し、鄭和の大航海のきっかけとなった。
倭寇
主に13世紀から16世紀にかけて活動した日本の海賊。中国東南と朝鮮半島の沿岸部をたびたび荒らし、ひどく恐れられた。大きく前期と後期とに分けられ、後期の倭寇には中国系や朝鮮系の者がかなり多く、これらは「偽倭」（偽の倭寇）と呼ばれた。
東廠、西廠
永楽帝によって新設された特務機関。東廠はかねてより存在した秘密警察錦衣衛を宦官の統括によって再構成したもので、秋霜烈日たる統制を布くべく明社会の裏側で様々に暗躍する。西廠は西方諸国の情報を収集するために作られた組織で、帝の意向を受けて秘密裏に船団に乗り込み、また鄭和の行動を逐一監視する任務も負っている。
史実では東廠が設置されたのは永楽帝の治世の末期である1420年。西廠は永楽帝死後の15世紀末に作られた秘密警察であり、西方諸国の情報を収集するための組織という本作の設定は創作である。

## 書誌情報
- 星野之宣『海帝』小学館〈ビッグコミックススペシャル〉、全9巻
  1. 2018年12月5日発行（2018年11月30日発売[10][11]）、ISBN 978-4-09-860179-0
  2. 2019年3月5日発行（2019年2月28日発売[12][13]）、ISBN 978-4-09-860260-5
  3. 2019年8月4日発行（2019年7月30日発売[14]）、ISBN 978-4-09-860393-0
  4. 2019年12月4日発行（2019年11月29日発売[15]）、ISBN 978-4-09-860515-6
  5. 2020年4月4日発行（2020年3月30日発売[16]）、ISBN 978-4-09-860588-0
  6. 2020年9月2日発行（2020年8月28日発売[17]）、ISBN 978-4-09-860733-4
  7. 2020年12月30日発行（2020年12月25日発売[18]）、ISBN 978-4-09-860831-7
  8. 2021年6月2日発行（2021年5月28日発売[8]）、ISBN 978-4-09-861094-5
  9. 2021年10月5日発行（2021年9月30日発売[19]）、ISBN 978-4-09-861166-9